# اسلکور
اِسلَکْوِر (به انگلیسی: Slackware Linux) قدیمی‌ترین توزیع لینوکس در دست توسعه و نخستین توزیع لینوکس است که به‌طور گسترده مورد استفاده قرار گرفت. این توزیع لینوکس به صورت رایگان عرضه می‌شود و از شهرت جهانی برخوردار می‌باشد.
آغاز موفق و توسعه بر پایهٔ اصل KISS، باعث پایه‌گذاری مشتقات موفقی همچون سوزه و الگوپذیری بعضی توزیع‌های دیگر چون آرچ لینوکس از اسلکور می‌باشد.
اسلکور در سال ۱۹۹۳ به وسیلهٔ پَتریک وولکردینگ از سافت‌لندینگ لینوکس سیستم (SLS) مشتق‌شد و در حال حاضر برای معماری‌های x86 و x86_64 و نیز آی‌ای-۳۲، ARM و اس/۳۹۰ منتشر می‌گردد.
تلاش در توسعه اسلکور، دستیابی به پایداری بی مانند، سادگی و در عین حال قرارگیری در جایگاه شبیه‌ترین توزیع لینوکس به یونیکس می‌باشد. برخورداری از فایل‌های سادهٔ متنی برای تنظیماتی شفاف و کمترین تغییر در بسته‌های برنامه‌ها از مهم‌ترین شاخصه‌های اسلکور است.

## نام
نام اِسلکْوِر در ابتدای انشقاق از لینوکس SLS توسط دوستی به آقای وولکردینگ، پیشنهاد شد. بخش ابتدایی نام، «اسلک» (در فارسی به معنای شُلْ) برگرفته از اعتقادات کلیسای SubGenius است، که پَتریک وولکردینگ در آن عضویت دارد. اطلاق چنین نامی، از نظر پَتریک بیشتر اشاره به عدم اطمینان وی به ادامه توسعه این انشقاق شخصی و عدم تعهد در قبال آن می‌باشد. در نهایت پس از انتشار، این نام تغییری نیافت.
آقای وولکردینگ در مقابل این ادعا، که نام اِسلکْوِر تأثیری منفی در شنونده می‌گذارد، می‌گوید: «من یادگرفته‌ام این اسم را دوست داشته باشم، زیرا در بدو تولدش تنها هک ساده‌ای از SLS بود.»

## تاریخچه
اسلَکور در ویرایش نخست یک هک کامل از لینوکس SLS بود. لینوکس محبوب سال‌های آغازین دههٔ نود، که نخستین لینوکسی بود که بسته‌هایی جانبی را در کنار یک میزکار به کاربر عرضه می‌کرد. با این حال در سال‌های ابتدایی دهه ۹۰ تصمیم ناگهانی پیتر مک دونالد برای تغییر فرمت، باعث نارضایتی گسترده کاربران این توزیع شده بود.
پَتریک در مصاحبه‌ای با لینوکس ژورنال در ۱۹۹۴ در مورد چگونگی خلق اسلکور ابراز داشت که، اسلکور تنها تلاشی در جهت منظّم کردن فرایند نصب و پایدارسازی توزیع مک دونالد برای استادش بوده‌است.
وی با رفع بعضی ایرادها و اضافه کردن چند امکان جدید از قبیل اضافه شدن بسته‌ها اشتراکی و امکان نصب خودکار هسته، در عین پایبندی به یونیکس، زمینه را برای تمایز اسلکور از خلف خود فراهم می‌آورد.
پَتریک با نگارش مستندات کاملی برای فایل‌ها تنظیمات و بسته‌های عرضه شده و رفع قریب ایرادهای کوچک، پایداری توزیعش را بهبود می‌بخشد. در نهایت استفاده از هسته‌های متفاوتی مانند ۰٫۹۸pl۴ همراه با بازنویسی بیش از نیمی از کدها، برطرف کردن تمامی ایرادهایی شناخته شده، اسلکور را تبدیل به انشقاقی مبرهن می‌نماید.
در ماه مه ۱۹۹۳ اسلکور از کتابخانه‌های سی ویرایش ۴٫۴٫۱ و هسته ۰٫۹۹pl11A بهره می‌جست و این مزیت تغییر چشمگیری، در کیفیت کارایی در شبکه و پایداری سیستم ایجاد کرده بود.
به گفته پَتریک در این زمان بود که دوستان وی در MSU پیشنهاد به اشتراک‌گذاری توزیع را بر روی یک اف‌تی‌پی مطرح می‌کنند، اما پَتریک که فکر می‌کرد آفای مک دونالد بزودی SLS را تقریباً با همین تغییرات بروز رسانی خواهد کرد برای مدت چندین هفته از نشر آن خودداری می‌کند.
بزودی پَتریک با زدن پستی با عنوان Anyone want an SLS-like 0.99pl11A system با استقبال خوبی مواجه می‌شود. با دستیابی به اجازه راه‌اندازی یک اف‌تی‌پی بر روی یک دستگاه قدیمی ۳b۲ ویرایش ۱٫۰٫۰ از اسلکور در شانزدهم ژوئیه ۱۹۹۳، با هسته ۰٫۹۹pl11A به صورت ایمیج برای فلاپی‌ها ۳٫۱/۲ اینچی بر روی اف‌تی‌پی منتشر می‌گردد.
استقبال فوق‌العاده و نظرات استفاده‌کنندگان باعث ایجاد موجی به سمت استفاده از اسلکور می‌شود.
در این میان در حالی که پَتریک هنوز تصور می‌کرد پیتر مک دونالد این از تغییرات در ویرایش بعدی SLS استفاده خواهد برد، تنها با ادعای وی در زمینه استفاده از اسکریپت‌های نصب SLS روبرو می‌شود. با توافق با پیتر، پَتریک اجازه می‌یابد که ویرایش منتشر شده بر روی اف‌تی‌پی را کماکان با کدهای نصب لینوکس SLS در اختیار علاقه‌مندان بگذارد و متعهد می‌شود که تغییری در اسلکور تا زمان جایگزینی اسکریپت‌های نصب SLS ندهد. در زمستان ۱۹۹۳ پَتریک اسکریپت‌های نصب را به‌طور کامل جایگزین می‌کند.
پَتریک در مصاحبه‌های خود، منفعت اقتصادی از اسلکور را به عنوان نتیجه‌ای دوست‌داشتنی می‌خواند ولی فروش بسته‌ها را غیرقابل تصور می‌داند.

## شاخص‌های توسعه

### فلسفهٔ توسعه در اسلکور

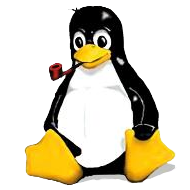
پنگوئن تاکس اسلکور با پیپ ساب جنیس

بنیان توسعهٔ اسلکور اصل KISS است. اختصاری برای جملهٔ Keep it Simple and Stupid (به معنای ساده و احمقانه نگاه دار). سادگی در این مفهوم اشاره به سادگی، وضوح و موجز بودن اجزا داشته و در مقابل تولید کلافی پیچیده از بسته‌های وابسته یا برنامه‌های غیرضروری، تحت عنوان سادگی یا عرضه امکانات گوناگون قرار دارد. برنامه‌های منتشر شدهٔ همراه اسلکور، از میان آخرین ویرایش پایدار برنامه‌ها انتخاب شده و با تنظیمات اصلی توسعه‌دهندهٔ آن و بدون تغییر انتشار می‌یابند و در ارائه هسته لینوکس وانیلی (به انگلیسی: vanilla) و نیز میزهای کار گوناگون، بدون کوچک‌ترین تغییر به‌وضوح مشهود می‌باشد. این نگاه در تعریف توسعه و انتشار توزیع، متضمن پایداری بی‌رقیب اسلکور حتی در ویرایش جاری آن، که از آخرین ویرایش برنامه‌ها بهره می‌برد، گردیده‌است.
اسلکور با در اختیار دادن مجموعه‌ای همخوان از تولیدات متفاوت ذیل لینوکس و با کمترین تغییر، خود را به جایگزینی پایدار و همیشگی برای توزیع‌های سفارشی شده برای کاربردهای گوناگون بدل کرده‌است. از دیگر مزایای سنخ نگاه مذکور به کیفیت توسعه در اسلکور می‌توان به جامعیت یافتن دانش کاربران اشاره کرد که در جامعه لینوکس با تعبیر: «اگر شما اسلکور را فرابگیرید لینوکس را فراگرفته اید». این چیزی است که دربارهٔ همهٔ لینوکس‌های ساده شده صدق نمی‌کند.

### الگوی توسعه در اسلکور
اسلکور از توسعه فردی بهره می‌برد. پتریک وولکردینگ دارنده تمام حقوق اسلکور بوده و توسعه و پیشبرد اسلکور را از ابتدا تا کنون پیش برده‌است. امری که مکرراً با انتقاد تازه واردان به فضای اسلکور مواجه می‌شود، از نظر کثیری از کاربران قدیمی اسلکور نقطه قوت و دلیل پایداری این توزیع به حساب می‌آید، گرچه می‌توان دلیل فواصل انتشار به نسبت طولانی‌تر شدهٔ اسلکور را در این شیوه توسعه جستجو کرد.

#### گروه‌های توسعه
در عین حال توسعهٔ فردی اسلکور در تقابل با وجود تیم توسعه نبوده بلکه اشاره به تنها تصمیم گیرنده بودن آقای وولکردینگ و همچنین نامعلوم بودن کیفیت عضویت در تیم توسعه دارد.

##### نخستین گروه توسعه
با انتشار ویرایش چهارم پرونده (به انگلیسی: file) انتشار اسلکور از دیوید کنترال و لوگان یوهانسن به عنوان «تیم توسعهٔ اسلکور» نام می‌برد و نیز کمی بعدتر تا ویرایش ۸٫۱ کریست لومنس نیز بدان اضافه می‌شود. پیش‌آمد فروش شرکت فروشنده سی‌دی‌های اسلکور و مشکلات مالی متعاقب ان باعث عدم امکان تأمین هزینهٔ تیم توسعه تمام‌وقت اسلکور و در نهایت منجر به بازگشت اسلکور توسعهٔ فردی توسط آقای ولکردینگ می‌شود.

##### دومین گروه توسعه
در ویرایش ۱۰٫۱ اریک هملرز (AlienBob) که پیشتر برای ایجاد واسط (انگلیسی: interface) شبکه حلقوی آی‌بی‌ام تقاضای اضافه شدن وصلهٔ آماده شده‌اش بر روی اسلکور را با پتریک مطرح کرده بود، به خاطر کمک‌هایش در ذیل توسعه بخش‌های مربوط به یواسی‌بی، پی‌سی‌آی و بی‌سیم مورد قدردانی پتریک قرار گرفت. با ویرایش ۱۲ام یک گروه هفت نفره غیر تمام‌وقت به گروه توسعه تک نفرهٔ پتریک اضافه شدند. با انتشار ویرایش ۱۳٫۳۷ گروه توسعه جدید اسلکور توسط پتریک دوباره مشخص شدند، که شامل اریک هملرز (AlienBob)، رابی ورک‌من (rworkman)، پتر پانک، ستوارت وینتر، مارک پست، اریک جان ترامپ، فرد امود، وینسنت بت، جان جنکینز، هاینس ویزینگا، آلن هیکز، وآمریت‌پال بث، کارل منجس کلستو، لوپاد مایداه و نیلز هورن می‌باشد.

## شاخص‌های معماری و ساختار

### معماری
اسلکور برای معماری‌های x86 و x86_64 و نیز آی‌ای-۳۲، ARM و اس/۳۹۰ ویرایش‌های متفاوتی را به صورت رسمی عرضه می‌کند.

#### معماری ۳۲ بیتی
معماری x86 قدیمی‌ترین معماری مورد پشتیبانی رسمی لینوکس اسلکور است که در سال ۱۹۹۲ میلادی برای اولین بار عرضه شد. بروزرسانی برای معماری ۳۲ بیتی همچنان ادامه دارد.

#### معماری ۶۴ بیتی
معماری x86_64 لینوکس اسلکور، نخستین بار باعرضه ویرایش ۱۳٫۱ صورت پذیرفت هرچند که تا روز انتشار گروه توسعه هرگونه برنامه برای ارائه چنین ویرایشی را مؤکداً نفی می‌کرد.
ارائه اسلکور ۶۴ بیتی با وجود موفقیت اولیه در سایه عدم ارائه ویرایشی مولتی‌لب (به همراه بسته‌های ۳۲ بیتی) به صورت رسمی قرار گرفت. سرسختی آقای ولکردینک در تضمین پایداری و پایبندی به سادگی و شفافیت لینوکس اسلکور را می‌توان به عنوان تنها و مهم‌ترین عامل این تصمیم دانست.
در عین حال اریک هملرز (AlienBob) که نقش محرز وی در ارائه و توسعهٔ این ویرایش غیرقابل انکار می‌باشد، به ارائه بسته‌های لازم برای تبدیل اسلکور ۶۴ بیتی ویرایش جاری به ویرایشی مولتی‌لب در ذیل پروژه موازی شخصی خود می‌پردازد. قابل تذکر است که تبدیل اسلکور ۶۴ بیتی به ویرایشی مولتی‌لب نیازمند مطالعه مشخص داکومنتری‌های عرضه شده توسط آقای هملرز و همچنین تنظیم جداگانهٔ برنامهٔ بروزرسانی اسلکور است.

#### معماری ARM
اسلکور برای معماری آرم نیز به صورت رسمی عرضه می‌گردد

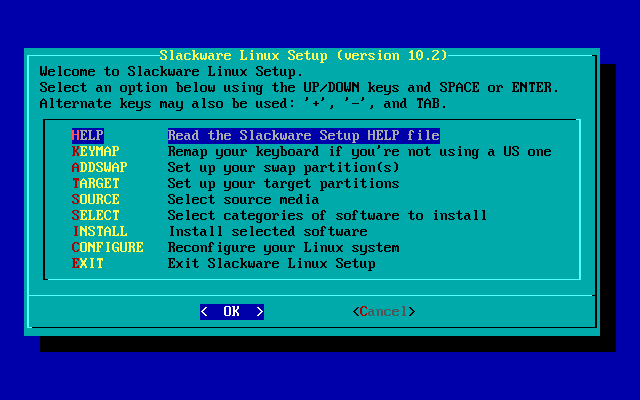
نصاب لینوکس اسلکور در ویرایش ۱۰٫۲.

#### معماری s390
پشتیبانی از این معماری متعلق به شرکت آی‌بی‌ام از سال ۲۰۰۹ میلادی تا کنون با بروزرسانی همراه نبوده‌است.

### نصاب
اسلکور برخلاف قریب توزیع‌های عرضه شدهٔ بعد از خود، بهره‌مند از نصابی برپایهٔ کتابخانهٔ ان‌کرسز (به انگلیسی: ncurses) است. بدین مبنا اسلکور از نصابی گرافیکی به‌طور کامل صرف نظر کرده و توانایی و دانش کاربر را در فرایند نصب خود به چالش می‌کشد. برای مثال شاید به دور از واقعیت نباشد که با در نظر گرفتن گسترهٔ دانش لازم، برای نصب دیگر توزیع‌های لینوکس، استفاده از cfdisk و fdisk در جهت پارتیشن‌بندی را، برای بسیاری از کاربران نوپا امری نه چندان خوشایند در نظر بگیریم.

### تنظیمات
با در نظر گرفتن اصل KISS، تنظیمات و ادارهٔ اسلکور به دور از فضایی گرافیکی صورت می‌پذیرد. چه آنکه کاربر در تقابل با نصاب‌های بر پایه ان‌کرسز قرار می‌گیرد (مانند اسکریپت‌های تنظیمات netconfig، liloconfig، pkgtool و xwmconfig) یا محدود به استفاده از دستورهای متنی ساده و کارای یونیکس و لینوکس می‌شود.
بسیاری از تغییرات دیگر در اسلکور نیز با ویرایش فایل‌های سادهٔ متنی تنظیمات صورت می‌یابد، که شاید دلیل کمبود واسطه‌های گرافیکی در اسلکور را بیش از پیش مبرهن می‌کند. روش ساده و محبوبی که در سال‌های اول عرضهٔ لینوکس توسط پَتریک برای تعیین درایورها یک سیستم لینوکس ارائه شده بود و با خودکار شدن این فرایند منسوخ شده و تنها برای تنظیمات برنامه‌های ذیل لینوکس مورد استفاده باقی مانده‌است.

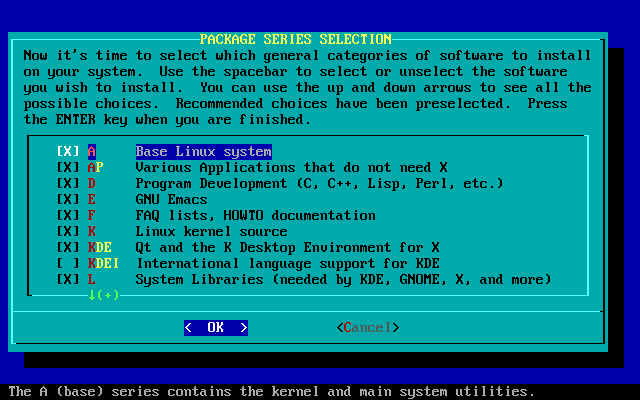
نصاب لینوکس اسلکور در ویرایش ۱۰٫۲انتخاب برنامه‌ها.

### بارگذار اولیه
اسلکور همچنان از بارگذار اولیه (به انگلیسی: boot loader) لیلو (به انگلیسی: Lilo)بهره‌مند است. این درحالیست که قریب دیگر توزیعهای لینوکس از بارگذار اولیه مشتق شده از گنو، گراب (به انگلیسی: GRUB) استفاده می‌کنند.
پس از اصرار فراوان کاربران، آقای وولکردینگ قبول کرد طراحی همراه با لگوی اسلکور را جایگزین منوی اصلی لیلو کند، این تنها جایی است که کاربر با نام اسلکور در استفاده از لینوکس اسلکور مواجه می‌شود. هرچند این تنظیم در هنگام نصب اسلکور یا تنظیم لیلو به راحتی قابل تغییر است.

با توجه به پشتیبانی اسلکور از فایل سیستم btrfs و عدم پشتیبانی لیلو از این فایل سیستم، قابل تذکر است که امکان بوت از پارتیشنی با این فایل سیستم میسر نمی‌باشد.

### هستهٔ لینوکس
اسلکور به‌طور سنتی از هسته‌ای huge بهره می‌برد و تولید هسته‌ای generic مطابق نیاز کاربر بر عهده وی نهاده شده‌است.
بر این اساس بعد از اولین بارگذاری سیستم و ورود به فضای لینوکس توصیه می‌گردد تا کاربر با اجرای اسکریپت ذخیره شده در آدرس ‎# /usr/share/mkinitrd‏ اقدام به تهیه رم دیسک آغازین متناسب و اختصاصی خود کند.

### راه‌انداز
اسلکور از راه‌انداز (به انگلیسی: init system) بی‌اس‌دی گون بهره جسته، و این در حالی‌ست که قریب به اتفاق دیگر توزیع‌ها از System V برای آغاز استفاده می‌کنند. مشخصه بارز راه‌انداز بی‌اس‌دی گون سادگی بیشتر می‌باشد مزیت این حالت، امکان ساده‌تر کار با اسکریپت و وضوح است. این درحالیست که علاقه‌مندان System V معتقد به انعطاف‌پذیری و قدرتمندتر بودن System V هستند. اسلکور با این تغییر از ویرایش هفتم همراه بود، بدین ترتیب تمام فایل‌های راه‌انداز اسلکور در زیرشاخه‌ای قرار داده شده‌اند.
در عین حال در جهت میسر ساختن نصب برنامه‌های تجاری، پشتیبانی از System V نیز ارائه می‌شود که در قالب اسکریپتی در ذیل ‎# /etc/init.d‏ در دسترس است.

### محیط کاربری
محیط کاربری پیش‌فرض در اسلکور نیز در تقابل با دیگر توزیع‌ها سطح‌اجرای (به انگلیسی: runlevel) سوم، حالت چند کاربره (به انگلیسی: multiuser mode) است، هرچند که نمای خط فرمان گونهٔ این سطح‌اجرای پیشفرض به سادگی در ذیل ‎# /etc/inittab‏ قابل تغییر است. این انتخاب را با در نظر گرفتن مزایای گوناگون آن، شاید بتوان در ذیل تأکید بر عدم محدود کردن سیستم‌عامل به یک میزکار خاص تعبیر کرد.

### بسته‌های نرم‌افزار
بسته‌ها در اسلکور تربال می‌باشند. هر بستهٔ اسلکور شامل برنامه و فرادادهایی که به برنامه مدیریت بسته‌های اسلکور در نظم بخشیدن و نصب و حذف بسته‌ها یاری می‌رسانند.
تمام بسته‌های منتشر شدهٔ رسمی اسلکور، توسط آقای وولکردینگ آماده شده، همراه مدیوم اصلی توزیع در اختیار کاربران قرار می‌گیرد و در نصاب اسلکور نیز به صورت پیش‌فرض کاربر به نصب ان توصیه می‌شود.

اسلکور در محدودهٔ بسته‌های ارائه شده با انتشار رسمی، وظیفه ارائه تمامی وابستگی‌ها و تنظیمات اولیه را برعهده می‌گیرد. با این وجود از جانب توزیع دستورهایی (اسکریپت) برای ساختن بسته‌های نرم‌افزاری از سورس، یا تبدیل بسته‌های نرم‌افزاری دیگر توزیع‌ها (بوسیلهٔ دستورهایی مانند: ‎deb2tgz‏ و ‎rpm2txzz‏) به بسته‌های اسلکور در اختیار قرار داده شده‌است.
اسلکور تا قبل از ویرایش ۱۳ از فشرده‌سازی یونیکسی جی‌زیپ بهره می‌جست، اما در سال ۲۰۰۸ میلادی، اسلکور بعد الگوریتم lzma برای فشرده‌سازی بسته‌های در نظر گرفت. بدین ترتیب پسوند بسته‌های منتشر شدهٔ رسمی از ‎.tgz‏ به ‎.txz‏ تغییر یافت، گرچه پشتیبانی از بسته‌های فشرده شده به وسیلهٔ جی‌زیپ متوقف نشد و بسته‌های با فرمت ‎.tgz‏ و همچنین ‎.tlz‏ و ‎.tbz‏ نیز بر روی اسلکور قابل نصب می‌باشند.
مجموعه‌ای شامل چندین برنامه از جمله جاوا، وایرلس نتورک منیجر ویکد، آغازگرهای گراب و اس‌ام‌بی، گوگل کروم و … نیز در مدیوم اسلکور در ذیل زیر شاخه ‎# /extra‏ از پیش آماده شده که البته در طول فرایند نصب اسلکور به وسیلهٔ نصاب، نصب نمی‌شوند.

### مدیریت بسته‌ها
برنامه غیرگرافیکی مدیریت بسته‌ها Slackware Package Tool در اسلکور، که تحت شل امکان بارگذاری دارد pkgtool است. شباهت زیادی بین این برنامه و نصاب اولیه اسکور (هر دو برپایهٔ کتابخانهٔ ان‌کرسز می‌باشند) وجود دارد که متضمن آشنایی کاربر بعد از فرایند نصب اسلکور است. این برنامه وظیفهٔ نصب، حذف بسته‌های بارگذاری شده و بررسی بسته‌های نصب شده، همچنین ارائه اسکریپت‌هایی برای تنظیماتی از قبیل تنظیمات سرویس‌ها، بارگذار اولیه، تغییر میزکار پیشفرض و … را نیز بر عهده می‌گیرد.
در عین حال برای نصب، حذف و به‌روزرسانی بسته‌ها دستورهای installpkg، removepkg و upgradepkg نیز در دسترس قرار دارند، که نیاز به استفاده از Slackware Package Tool در ذیل دستور pkgtool را کمتر می‌کنند.

### میزکار
به همراه اسلکور میزکارهای زیر ارائه می‌گردند:
- کی‌دی‌ای[۳۲]
- اکس‌اف‌سی‌ای[۳۲]

در کنار میزهای کار ساده‌تری چون، فلاکس‌باکس (به انگلیسی: Fluxbox)، بلاک‌باکس (به انگلیسی: Blockbox) و اف. وی. دبلیو. ام ۲ (به انگلیسی: Fvwm 2)تمام این مجموعه در ذیل دستور یونیکسی xwmconfig برای کاربران قابل انتخاب و تغییر می‌باشند.

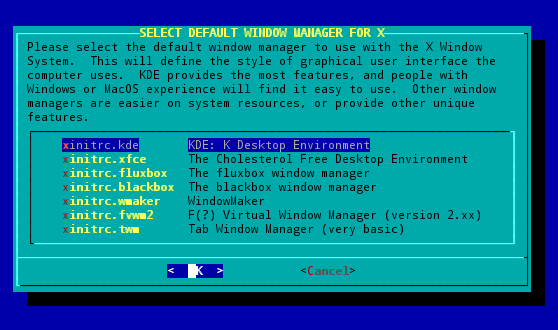
میزکارها - منوی دستور xwmconfig.

تا ویرایش ۱۰٫۱ اسلکور گنوم را نیز ارائه می‌کرد، اما با عرضهٔ ویرایش ۱۰٫۲، پَتریک گنوم را از میان میزکارهای مورد پشتیبانی اسلکور خارج کرد.
پَتریک در سیاهه‌های ۲۶ مارس ۲۰۰۵ با تأکید بر عدم جبهه‌گیری در مقابل گنوم، به‌طور غیر مستقیم به ایرادات فراوان گنوم و نیاز بالقوه به یک تیم تمام وقت برای رفع آن‌ها اشاره کرد. وی با ارج نهادن بر کار توسعه دهندگان آن، وظیفه آماده‌سازی گنوم برای اسلکور را بر عهدهٔ گروه‌های علاقه‌مند گذاشت. در عین حال وی در همان نوشته از Drop Line که در عین محبوبیت تمام بسته‌ها X11 را حذف کرده از بسته‌های خود در کنار PAM استفاده می‌کنند انتقاد نمود. وی همچنین در ذیل همان سیاهه‌ها، تأیید خود را معطوف پروژه‌های Gnome Slack Build و GWARE برای استفاده از میزکار گنوم در ذیل اسلکور کرد.

### ارتباط بدون سیم
اسلکور به‌طور سنتی برای ارتباط بدون سیم به صورت پیشفرض امکان استفاده مستقیم از فایلهای ‎# /etc/wpa_supplicant.conf‏ برای اتصالات بدون سیم WPA/WPA2 و ‎# /etc/rc.d/rc.inet1.conf‏ برای اتصالات بدون سیم WEP و نیز رمزگذاری نشده را می‌دهد.
ارتباط بی‌سیم با واسطه‌ای گرافیکی در اسلکور از ویرایش ۱۲٫۲ با اضافه کردن بسته نتورک منیجر wicd در زیرشاخه ‎# /extra‏ ذیل مدیوم اصلی مورد توجه قرار گرفت. با انتشار ویرایش ۱۴٫۱ اسلکور انتخاب کاربران را در استفاده از واسطهٔ گرافیکی برای ارتباط بی‌سیم با اضافه کردن برنامهٔ نتورک منیجر گسترش داد. برای این منظور با اجرایی کردن اسکریپت راه‌انداز etc/rc.d/rc.wicd/ # و etc/rc.d/rc.networkmanager/ # امکان استفاده از یکی از دو برنامه نتورک منیجر یا وایکد میسر کنند.

## ویرایش‌ها
اسلکور از ابتدا از دو ویرایش بهره جسته‌است: ویرایش پایدار و ویرایش جاری، که ویرایشی‌است غلتان.
- ویرایش پایدار:
- اسلکور در نسخهٔ اول در ۱۳ دیسکت شامل شبیه‌ساز DOS، هسته لینوکس ۰٫۹۹pl۱۱ آلفا، ۲٫۴٫۵ جی‌سی‌سی و ۲ شل یونیکس به همراه ۱۱ دیکست شامل درایور، یک سیستم XFree۸۶ ویرایش ۱٫۳ عرضه شد.
- نسخهٔ ۱٫۱٫۲ اسلکور شامل XFree۸۶ ۲٫۰ و نیز نصب کنندهٔ TEX - تک -بود و برای نسخهٔ ۱٫۱٫۲ که از هسته لینوکس ۱٫۰ بهره می‌برد دیسک سختی ۲۰۰ مگابایت نیاز بود.
- نسخهٔ ۲٫۱ توزیع در ۶۵ دیسکت و یک دیسکت ریشه و یک دیسکت بوت عرضه شد و از XFree۸۶ ویرایش ۳٫۱٫۱ بهره می‌برد.
- اسلکور نسخهٔ ۳٫۰ که در ۵ آذرماه ۱۳۷۴ عرضه شد، برای اولین بار در ELF ظاهر شد و توانست در Walnut Creek که این روزها به FreeBSD Mall شناخته می‌شود بر روی CD عرضه شود.
- اسلکور نسخهٔ ۳٫۱ که در ۱۴ خردادماه ۱۳۷۵ که با هسته لینوکس ویرایش ۲٫۰ عرضه شد، نام اسلکور ۹۶ را گرفت تا با ویندوز ۹۵ شوخی شود. نصب کامل اسلکور ۳٫۲ نیاز به ۵۰۰ مگابایت داشت. کرنل ویرایش ۲٫۰٫۳۰ قلب تپنده اسلکور ۳٫۲ بود[۳۷]
- اسلکور ۳٫۹ همراه با اسلکور ۴ عرضه شد تا استفاده از کرنل ۲ مقدور بماند و برای نصب کامل به ۱ گیگابایت نیاز داشت. اسلکور ۴ از XFree۸۶ در ویرایش ۳٫۳٫۳٫۱ و اولین نسخهٔ کی‌دی‌ای ۱٫۱٫۱ بهره می‌برد.[۳۸]
- اسلکور در نسخه منتشر شده سال ۱۹۹۹ به صورت از پیش تصمیم گرفته شده توسط پَتریک مستقیماً از ویرایش ۴ به ویرایش ۷ جهش پیدا کرد. وولکردی دلیل این امر را نشان دادن زنده بودن اسلکور در مقابل رقیبانی دانست که برخلاف اسلکور ویرایش ۴٫۱ و ۴٫۲ منتشر نمی‌کردند و به مانند ردهت مستقیماً به ویرایش ۵ می‌رفتند.
- اسلکور در ویرایش ۷ به پارتیشنی ۲ گیگابایتی نیاز داشت و همراه ویرایش ۷٫۱ میزکار گنوم را نیز عرضه می‌کرد.
- ویرایش‌های ۸ اسلکور از ویرایش‌های ۲٫۱٫۱ و ۳٫۰٫۱ در کی‌دی‌ای برخوردار بود و XFree۸۶ را نیز در دو ویرایش ۴٫۱٫۰ و ۴٫۲٫۰ عرضه می‌کرد.[۳۹][۴۰]
- گنوم ۲ برای اولین بار در ویرایش‌های ۹ عرضه شد، برای هسته لینوکس ۲٫۶ آماده گشت اما تنها از ویرایش‌های ۲٫۴٫۲۰ و ۲٫۴٫۲۲ استفاده کرد. کی‌دی‌ای نیز تا ویرایش ۳٫۲٫۳ ارتقا یافت.[۴۱]
- بعد ۱۱ سال همراهی XFree۸۶، جای خود را به X.Org-Server داد و در ویرایش ۱۰٫۱ پشتیبانی از گنوم به افراد علاقه‌مند سپرده شد و مهاجرت به هسته ۲٫۶ آغاز شد و در نهایت در ویرایش ۱۰٫۲ به صورت یک امکان در اختیار قرار گرفت.[۳۳]
- در ویرایش ۱۲ اسلکور به صورت استاندارد هسته ۲٫۶ را نصب داشت و در ویرایش ۱۲٫۱ این امر از جانب پاتریک نهایی گشت.[۴۲]
- اسلکور ویرایش ۱۳٫۰ را با کی‌دی‌ای در ویرایش ۴ آغاز کرد، در عین حال برای اولین بار ویرایش ۶۴ بیتی اسلکور به‌طور رسمی انتشار یافت و با استفاده از الگوریتم lzma برای فشرده‌سازی بسته‌های تربال، پشتیبانی از بسته‌های txz را آغاز شد.[۴۳]
- اسکلور در ویرایش ۱۳٫۱ کامپایلرهای سی ۴٫۴٫۴ را همراه با هسته لینوکس ۲٫۶٫۳۳٫۴ و کی‌دی‌ای در ویرایش ۴٫۴٫۳ در کنار اکس‌اف‌سی‌ای در ویرایش ۴٫۶٫۱ در اختیار علاقه‌مندان قرار داد و به پشتیبانی از IDE-Subsystem پایان بخشید. در عین حال در جهت هموار کردن استفاده از Shadow-Passwort برای تأمین امنیت ذخیرهٔ کلمات عبور دو برنامهٔ PolicyKit و ConsoleKit همراه با توزیع عرضه شد. از میان دیگر تغییرات صورت گرفته در این ویرایش می‌توان به استفاده از powertop و usb_modeswitch در جهت بهینه‌سازی استفادهٔ توزیع بر روی نوت‌بوکها و BlueZ در ویرایش چهارم اشاره کرد.[۴۴]
- اسلکور ویرایش ۱۳٫۳۷ روند شمارگذاری را به ویرایش کرنل لینوکس ربط داد. بدین ترتیب روند شماره‌گذاری ویرایش‌های اسلکور به فرم $ویرایش‌اسلکور. $ویرایش‌کرنل درآمد. اسلکور ویرایش ۱۳٫۳۷ از هسته‌های لینوکس ۲٫۶٫۳۷٫۶ و همچنین هستهٔ لینوکس ۲٫۶٫۳۸٫۴ بهره می‌برد. با بهبود نصاب پشتیبانی از GPT و فرمت btrfs اضافه شده و با آپ‌گرید X. org و عدم نیاز به Hal در ویرایش جدید، udev مسئولیت اینشیالیز سیستم را بر عهده گرفته و جایگزین HAL شده‌است.[۴۵]
- ویرایش ۱۴ اسلکور از هسته لینوکس ۳٫۲٫۲۹ که مزیت پشتیبانی طولانی مدت را دارد استفاده می‌کند و همراه با کامپایلرهای قدیمی گنو در ویرایش ۴٫۷٫۱، کامپایلر محبوب LLVM/Clang را در اختیار کاربر می‌گذارد. ویرایش ۱۴ اسلکور از x.org ویرایش X11R7.7 بهره می‌برد و کی‌دی‌ای ویرایش ۴٫۸٫۵ را در کنار برنامه‌های udev و نیز udisks و udisks2 عرضه می‌کند تا انعطاف‌پذیری بیشتری را در تخصیص امکانات سیستم به گروه‌های متفاوت کاربری میسر سازد.[۴۶]
- ویرایش ۱۴٫۱ اسلکور از هسته لینوکس ۳٫۱۰٫۱۷ بهرمند بوده که پشتیبانی دو ساله خواهد داشت. با توجه به فاصله زمانی بیش از یک سال با ویرایش پایدار ماقبل، ویرایش پایدار ۱۴٫۱ شاهد به روزرسانی تمام بسته‌ها می‌باشد. این ویرایش از X11R۷٫۷ استفاده کرده و KDE ۴٫۱۰٫۵ و Xfce ۴٫۱۰٫۱ را به عنوان میزکار در اختیار کاربر قرار می‌دهد. ویرایش ۶۴ بیتی نیز می‌تواند بر روی سیستم‌های UEFI مورد استفاده قرار گیرد.[۴۷]
- ویرایش جاری (به انگلیسی: Current Version):

ویرایشی است که بر روی ستاره سیاه (به انگلیسی: Dark-star) در حال توسعه و تثبیت است. ویرایش جاری هیچ‌گاه متوقف نمی‌شود. ویرایش‌های پایدار ویرایش‌های جاری‌ای هستند که تمام بسته‌های آن‌ها و کلیت آن در پایدارترین حالت ممکن به سر می‌برند.
ویرایش جاری در اسلکور از پایداری متناسب با ویرایش‌های پایدار دیگر توزیع‌ها برخوردار است. بدین ترتیب برخلاف دیگر توزیع‌ها، کاربر را دچار مشکلات عدیده و پیچیده که ناشی از آزمایش گروه توسعه‌دهنده‌است نمی‌کند.
کاریر در اسلکور هرگز در تقابل با ویرایشی به نام بتا یا آلفا قرار نمی‌گیرد تا تیم توسعه‌دهنده به هزینه او از کیفیت کدنویسی خود مطلع گردیده در صدد رفع آن‌ها برآید.
در عین حال از استفاده‌کنندگان ویرایش جاری انتظار آشنایی با برنامه‌نویسی و مطالعه سیاهه‌های تغییرات و در صورت حصول اطمینان از ایراد، تماس با کانال آی‌آرسی slackware## بر روی سرور freenode و در نهایت اعلام به آقای وولکردینگ می‌رود.

## پشتیبانی و بروزرسانی
در اسلکور برنامه مدونی برای بروز رسانی و پشتیبانی از ویرایش‌های منتشره وجود ندارد و در ذیل توسعه غلتان توزیع بروزرسانی و پشتیبانی لازم صورت می‌پذیرد.

### بروزرسانی
همراه با ویرایش ۱۲٫۲، برنامه Slackpkg با هدف ساده‌تر کردن بروزرسانی عرضه گشت.
از جمله قابلیت‌هایی فراوان Slackpkg، آپ‌گرید (به انگلیسی: upgrade) و نیز داون‌گرید (به انگلیسی: downgrade) لینوکس اسلکور به ویرایش‌های پایین‌تر می‌باشد. این برنامه با استفاده از لیست آیینه‌ها (به انگلیسی: Mirror) که با سرور اصلی اسلکور یکسان‌سازی می‌شوند امکان بروزرسانی سریع را از اقصی نقاط جهان فراهم می‌آورند.

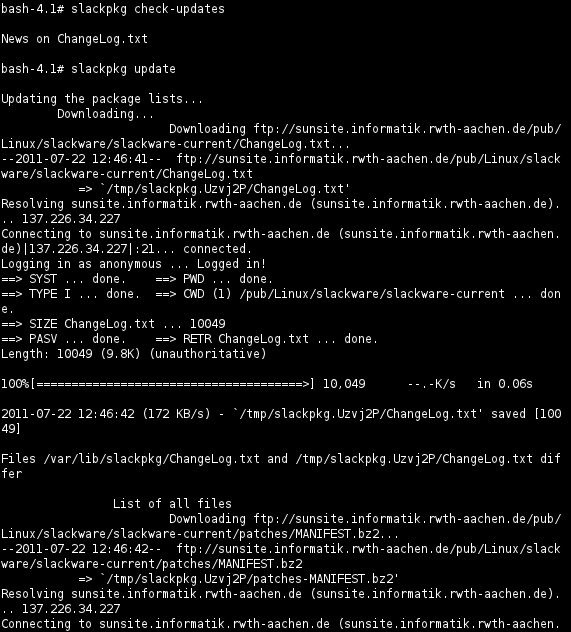
برنامهٔ Slackpkg در حال به روز رسانی بسته‌ها.

توجه به این مهم حائز اهمیت است، که بروزرسانی در اسلکور روند مشخصی نداشته و تاریخ احتمالی انتشار ویرایش پایدار را می‌توان وابسته به کیفیت و پایداری ویرایش جاری دانست. هرچند که بروزرسانی بعضی از بسته‌های خاص بعضاً موید نزدیک بودن انتشاری پایدار است، اما نمی‌توان تاریخ انتشاری قطعی برای توسعهٔ یک ویرایش پایدار متصور بود. در بروزرسانی در اسلکور باید در نظر داشت که دسترسی به سرور اصلی اسلکور برای به‌روزرسانی، امکان‌پذیر نیست و این میزبان ترجیحاً برای یکسان‌سازی دیگر سرورهای بکار می‌رود.

### پشتیبانی
با توجه به عدم اعلام برنامه‌ای برای پشتیبانی از نسخه‌های قدیمی، این مهم در اسلکور به صورت غیر مدون دنبال می‌شود. هرچند که به‌روزرسانی امنیتی ۲۴ خرداد ۹۱ مشخصات بیشتری در زمینه بروزرسانی در اسلکور، به دست می‌دهد. بر این اساس رکورد ۱۰ سال پشتیبانی به مدت زمان ۵ سال برای هر ویرایش کاهش می‌یابد.
تا خرداد ۹۱ ویرایش ۸٫۱ به عنوان قدیمی‌ترین دریافت کنندهٔ بروزرسانی امنیتی می‌باشد، که ۱۰ سال از تاریخ عرضهٔ خود را پشت‌سر می‌گذارد. با این وجود بروزرسانی امنیتی ۲۴ خرداد ۹۱ نقطهٔ پایانی بر این پشتیبانی ۱۰ ساله بود. آقای وولکردینگ در این بروزرسانی پشتیبانی از هشت ویرایش ۸٫۱، ۹٫۰، ۹٫۱، ۱۰٫۰، ۱۰٫۱، ۱۰٫۲، ۱۱٫۰، ۱۲٫۰ را که حداقل بیش از ۵ سال از تاریخ انتشار خود را می‌گذاردند، به‌طور رسمی برای تاریخ ۲۵ تیر ۱۳۹۱ مطابق با ۱ اوت ۲۰۱۲ پایان پذیرفته دانست، و تداوم پشتیبانی را در صورت نیاز کاربر به پرداخت هزینهٔ احتمالی پشتیبانی منوط ساخت.

## مخازن و بسته‌ها
از مشخصه‌های نهادینه شده در فضای لینوکس، کیفیت و کمیت بسته‌های تولیدی است. اگرچه اسلکور به عنوان قدیمی‌ترین توزیع لینوکس پایه‌گذار اولین برنامهٔ مدیریت بسته‌ها در فضای لینوکس است، اما فلسفه و باور اسلکور به نقش کاربر، پاسخگویی به انتظار بسته‌سازی را، امری نامربوط به توسعهٔ یک سیستم عامل می‌داند.
نگاه متفاوت اسلکور به مدیریت بسته‌ها با حرکت گروه‌های برنامه‌نویسی و توسعه همراه شده و گستره گوناگونی از برنامه‌های مدیریت بسته‌ها که توسط گروه‌های علاقه‌مند مختلفی آماده می‌شوند را در پیش روی علاقه‌مندان قرار داده. مشهورترین این برنامه‌ها عبارتند از:

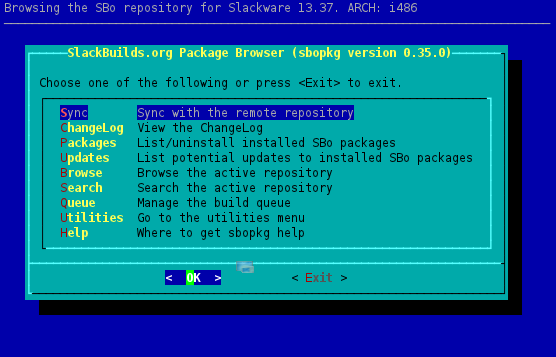
برنامهٔ Sbopkg در منوی اصلی.

- SlackBuilds، این پروژه مجموعه‌ای از اسکریپت‌هایی اجرایی با پسوند .SlackBuild است که برای ساخت بسته‌هایی قابل شناخت برای برنامه pkgtool از کد اصلی برنامه مورد استفاده قرار میگرد. محصول پایانی اسکریپت‌های .SlackBuild بسته‌هایی با فرمت .t?z تبدیل می‌باشند که تنها نامی از وابستگی‌ها مورد نیاز هر برنامه را همراه دارند، هرچند تمامی .SlackBuildهای لازم برای ساخت وابستگی‌ها یک برنامه در وبگاه SlackBuilds عرضه می‌شوند.[۵۱]
- Sbopkg، برنامه ایست برپایهٔ کتابخانهٔ ان‌کرسز (به انگلیسی: ncurses) که تحت شل امکان بارگذاری و همچنین تغییر کد اصلی و اسکریپت‌های عرضه شده در پروژهٔ اسلک‌بیلدز را بدون مراجعه مستقیم (از طریق مرورگر) به وبگاه اسلک‌بیلدز میسر می‌سازد. این برنامه راه‌حلی متفاوت برای ساخت و نصب برنامه و وابستگی‌های ان ارائه می‌کند که باید پیش از استفاده از برنامه اجرایی شود. در عین حال از آماده‌سازی، تغییر اسکریپتها و به‌روزرسانی خودکار بسته‌های نصب شده به عنوان توانایی‌ها شاخصهٔ آن می‌توان یاد کرد.[۵۲]
- +Slackpkg، این برنامه افزونه‌ای بر برنامه Slackpkg است، که توسط اعضای تیم توسعه به صورت غیررسمی برای استفاده از بسته‌های آماده شده توسط آن‌ها عرضه شده. این برنامه امکان نصب و حذف خودکار بسته‌های multilib و ktown (آخرین ویرایش کی‌دی‌ای) عرضه شده توسط اریک هملرز (AlienBob) و نیز برنامه‌های عرضه شده توسط رابی ورک‌من (rworkman) و دیگر اعضای تیم توسعه را در اختیار کاربر قرار می‌دهد.
- Emerde، پورتی از سیستم Portage عرصه شده همراه توزیع گنتو می‌باشد که امکان نصب و حذف و به‌روزرسانی را برای کاربر ممکن می‌کند.[۵۳]
- swaret، این پروژه همراه با ویرایش ۹٫۱ بر روی CD عرضه می‌شد، اما در ویرایش ۱۰ حذف شد. این پروژه هنوز توسط کامیونیتی پشتیبانی و عرضه می‌شود.[۵۴]
- slapt-get، مانند تمام برنامه‌های APT، وابستگی‌ها را به صورت خودکار نصب می‌کند.[۵۵]
- Pkgsrc، برنامهٔ از پروژه NetBSD می‌باشد،[۵۶] این برنامه از اسلکور و همچنین بعضی دیگر از سیستم‌های شبه یونیکس پشتیبانی به عمل می‌آورد. در عین حال این پروژه مشخصا بر روی اسلکور متمرکز می‌باشد.[۵۷]

## راهنمای استفاده

### کتاب اسلکور
کتاب اسلکور، کتابی است که تا به کنون از دو ویرایش بهره برده و این روزها هرچند آرام، مراحل تکمیل ویرایش سوم خود را پشت سر می‌گذارد. این کتاب که اولین بار توسط اولین تیم توسعه اسلکور دیوید کنترال، لوگان یوهانسن و کریست لومنس منتشر و در سال ۲۰۰۰ میلادی به صورت چاپی در دسترس قرارگرفت ویرایش دوم انتشار خود را مدیون آلن هیکس است که بر اساس ویرایش ابتدایی آن را آماده و منتشر ساخت. خرید کتاب اسلکور در کنار خرید مدیوم اصلی فرصتی برای کمک مالی به پروژه به حساب می‌آید.

### اسلکور داکس
این پروژه از جانب تیم توسعه مورد گسترش قرار گرفته و اطلاعات گوناگونی را دربارهٔ تنظیمات و استفاده از اسلکور به زبان‌های گوناگون در اختیار کاربران قرار می‌دهد.

## جامعه و محبوبیت
اسلکور اولین توزیع لینوکس می‌باشد که به‌طور گسترده مورد استفاده قرار گرفته‌است. هرچند بدون هزینه بودن یک سرور اسلکور در سایه نبود پشتیبانی متمرکز قرار می‌گیرد و نیز عدم تغییر برنامه‌های منتشره نیاز به دانشی بیشتر و توانایی گسترده‌تر را ملزوم استفاده از لینوکس اسلکور می‌دارد، لیکن سادگی و پایداری ان را شاید بتوان دلیل محبوبیت سرورهای اسلکور دانست. با توجه گستردگی فضای لینوکس و نبود ابزارهای اندازه‌گیری، نمی‌توان سنجشی دقیق برای میزان محبوبیت یا استفاده از یک توزیع لینوکس ارائه داد، اما بعضی تلاش‌های گوناگون در این ذیل از محبوبیت قابل توجه‌ای در میان قشری از کاربران لینوکس برخوردار است.

### محبوبیت در وب
بر اساس سنجش وبگاه LQ، که توسط مجله PCWorld به انتشار درآمد، در سال ۲۰۱۱ میلادی اسلکور دومین توزیع محبوب لینوکس برای استفاده بر روی دسکتاپ می‌باشد.
رتبه‌بندی وبگاه DistroWatch. com بر اساس میزان مراجعات به صفحات اختصاش داده شده به هر توزیع در این وبگاه، آن را رتبه‌بندی می‌کند. این میزان شاخصی برای میزان استفاده و محبوبیت یک توزیع نبوده و تنها می‌توان از آن به عنوان شاخصی برای میزان مراجعه به صفحه‌های وبگاه DistroWatch. com یاد کرد، این مهم صراحتاً مورد تأکید دست‌اندرکاران این وبگاه می‌باشد.
میزان مراجعه به صفحات اسلکور در وبگاه DistroWatch. com از ابتدا روندی نزولی داشته، که حاکی از عدم مراجعه کاربران اسلکور به این وبگاه می‌باشد. در سال ۲۰۰۲ صفحهٔ اسلکور دارای رتبهٔ ۷ مراجعه بود، اما در سال ۲۰۰۵ به رتبهٔ، ۱۰ سقوط کرد، در سال ۲۰۰۶ رتبه آن به ۹ افزایش پیدا کرد، تا آن موقع اسلکور به‌طور دائم بین ۱۰ صفحهٔ اول قرار داشت. اسلکور کمترین رتبه را در سال ۲۰۰۹(۱۳) داشت. در سال ۲۰۱۰ رتبهٔ ۱۱ و در سال ۲۰۱۱ رتبهٔ ۱۲ را به‌دست آورد. میزان مراجعه به صفحه اسلکور در DistroWatch. com در سال ۲۰۱۵ به جایگاه ۳۳ سقوط کرد، که حاکی از بی تمایلی کاربران این توزیع به مراجعه به صفحه دیسترواچ است.
رتبه‌بندی وبگاه Linux Counter، پروژه‌ای تفریحی است که از ۱۹۹۳ میلادی با دو هدف به‌دست آوردن تعداد کاربران سیستم‌عامل لینوکس در جهان و نیز ایجاد فرصتی برای پیدا کردن یک‌دیگر در فضای لینوکس فعالیت دارد. این وبگاه اطلاعات خود را بر اساس اطلاعات کاربران ثبت‌نام کرده و جمع‌آوری می‌کند. بر این اساس تا تاریخ ۲۴ام آوریل ۲۰۱۲ میلادی از مجموع ۵۹۳۸ دستگاه که توزیع نصب‌شده بر روی آن‌ها مشخص شده‌است، تعداد ۳۰۴ دستگاه از توزیع اسلکور استفاده می‌کنند که معادل ۵٫۱۲٪، در این میان می‌باشد.

خانواده مشتقات اسلکور

### محبوبیت منطقه‌ای
بر پایهٔ سرویس نکاتی دربارهٔ جستجو (به انگلیسی: Insights for Search) موتور جستجوی گوگل در بازه زمانی ۲۰۰۴ میلادی تا به کنون (آغاز عرضه سرویس گوگل) کلمه «اسلکور» در دو کشور بلغارستان و برزیل به ترتیب بیشترین امار جستجو را داشته، هرچند که در سه سال اخیر این رده‌بندی به ترتیب شامل اندونزی، بلغارستان و روسیه می‌باشد. در میان ده کشور فهرست شده که در هشت سال اخیر بیشترین امار جستجو کلمه «اسلکور» را داشته‌اند، هفت کشور از اروپای شرقی و سه کشور دیگر نیز برزیل، اندونزی و ایتالیا می‌باشند. شناخت فضای عمومی جامعهٔ فعال اسلکور و موقعیت منطقه‌ای گروه‌های فعال در توسعهٔ پروژه‌های مربوط به این توزیع تبیین کنندهٔ این پراکندگی بر روی نقشه می‌باشد.

### جامعه اسلکر
اسلکر نامیست که کاربران اسلکور خود را بدان اطلاق می‌کنند. پس از انحلال فاروم رسمی توزیع، فاروم LQ خود را به عنوان جایگزینی مناسب برای فاروم اسلکور معرفی کرد و در نهایت به‌طور رسمی جایگزین فاروم اسلکور گشت. جامعه پشتیبانی اسلکور در ذیل فاروم LQ در کمک رساندن به کاربران فعال است.
در عین‌حال جامعهٔ لینوکس اسلکور مانند قریب دیگر توزیعات لینوکس، در ذیل سرور freenode کانال آی‌آرسی slackware## سعی در گره‌گشایی از مشکلات کاربران را دارد.

## مشتقات
اسلکور قدیمی‌ترین توزیع همچنان در حال توسعهٔ لینوکس است و بر این اساس کم و بیش توزیع‌های زیادی را تحت تأثیر الگوی کاری خود قرار داده‌است. مانند توزیع سوزه که ترجمان المانی ان بود.

به گفته پَتریک در پاییز ۱۹۹۳ صحبت‌هایی بین ایان مورداک و او برای ادغام دبیان با اسلکور صورت پذیرفته بود. وی در کامنتی در وب‌گاه lwn اظهار داشت که وی و ایان مورداک دربارهٔ مانیفیست لینوکس به‌طور تلفنی صحبت‌هایی داشته‌اند و در پایان ایان مورداک از او خواسته‌است که اسلکور را رها کرده به او بپیوندد و یک رأی هم در شورای توسعه دبیان (بمانند تمام اعضا) داشته باشد. پاتریک در انتها می‌گوید:
 قصد ندارم که ادعا کنم دبیان یک انشقاق از اسلکور است، ولی در اگوست ۱۹۹۳ میلادی، ان چیزی که یان در کشوی میزش داشت انشقاقی از اسلکور بود. 
 وی می‌گوید تا ۱۹۹۵ به خاطر ندارد که نسخه‌ای از دبیان دیده باشد.